# Marcolino Barbavara
Marcolino Barbavara, indicato anche come Marco o Marcellino (Novara, ... – Milano, 1467), è stato un nobile, politico, diplomatico e umanista italiano.

## Biografia
Figlio di Giacomo, Marcolino Barbavara nacque a Novara dove la sua famiglia aveva dei possedimenti. Ancora giovanissimo ottenne la cittadinanza milanese per sé e per i propri fratelli a motivo della parentela di Francesco Barbavara, potente ministro di Gian Galeazzo Visconti. Due suoi fratelli intrapresero la carriera ecclesiastica: Giovanni fu giureconsulto e vescovo di Tortona, mentre Pietro fu protonotario apostolico.
Nel 1429 il duca Filippo Maria Visconti lo chiamò quale membro della propria cancelleria, divenendo poi segretario ducale.
A livello diplomatico, nel dicembre del 1440 venne inviato presso Guidantonio Manfredi a Faenza ed il 10 febbraio 1442 strinse degli accordi con Carlo Gonzaga. Nel 1445 venne inviato a Roma presso papa Eugenio IV al seguito del cardinale Gerardo Landriani, vescovo di Como, per recuperare i territori pontifici occupati da Francesco Sforza e firmare nel contempo un accordo tra Milano, Roma e Napoli che venne poi sottoscritto il 30 luglio successivo. Fu in gran parte grazie alla sua sapiente azione diplomatica che fu possibile una riappacificazione tra il duca Filippo Maria Visconti e l'allora condottiero Francesco Sforza e riuscì ad accaparrarsi i servizi di quest'ultimo nel 1446 per il ducato di Milano che si trovava pericolosamente sotto la minaccia di Venezia.
Presenziò a Roma all'elezione del nuovo pontefice Niccolò V portandogli l'omaggio di Filippo Maria Visconti, ma il pontefice fece sapere di non essere particolarmente interessato a sostenere gli accordi presi dal suo predecessore al soglio relativi alla difesa del ducato di Milano; infine, grazie proprio all'azione del Barbavara, Niccolò V cedette a concedere il denaro promesso così che Francesco Sforza poté liberare la città di Jesi a favore del pontefice.
Con la morte del duca Filippo Maria Visconti nel 1447, il Barbavara tornò a Milano per preparare l'ingresso di Francesco Sforza come legittimo successore, ma si trovò invece a dover servire temporaneamente la Repubblica Ambrosiana.
Marcolino fu tra i principali animatori della cultura umanista della Milano tardo-viscontea, servendosi della collaborazione e dell'amicizia di personaggi di rilievo nel panorama culturale dell'epoca come Domenico Feruffini, Francesco Piccinino, Guiniforte Barzizza, Pier Candido Decembrio, Giovanni Lorenzo Regini, Antonio Beccadelli, Francesco Piccolpasso (vescovo di Pavia e poi di Milano) e Gaudenzio Merula. Il lodigiano Maffeo Vegio gli dedicò il primo libro delle sue Elegie.

## Matrimonio e figli
Marcolino Barbavara sposò la nobile Donnina Casati, figlia di Francesco e di sua moglie, Antonia Casati. La coppia ebbe insieme cinque figli:
- Scipione, signore di Gravellona (1442-1505)
- Carlo, signore di Gravellona
- Ottaviano, signore di Gravellona, sposò Bianca Visconti
- Agostina, sposò Francesco Birago, signore di Mettone
- Caterina (m. 1473), sposò nel 1463 Giovanni Simonetta